# Reka Martinka
Reka Martinka este o arie protejată (sit de importanță comunitară — SCI) din Bulgaria întinsă pe o suprafață de 739,66 ha, integral pe uscat.

## Localizare
Centrul sitului Reka Martinka este situat la coordonatele 42°08′34″N 25°36′45″E / 42.1428°N 25.6124°E.

## Înființare
Situl Reka Martinka a fost declarat sit de importanță comunitară în martie 2007 pentru a proteja 18 specii de animale.

## Biodiversitate
Situată în ecoregiunea continentală, aria protejată nu include niciun habitat protejat.
La baza desemnării sitului se află mai multe specii protejate:
- amfibieni (2): buhai de baltă cu burta roșie (Bombina bombina), Triturus karelinii
- mamifere (3): vidră de râu (Lutra lutra), popândău (Spermophilus citellus), dihor pătat (Vormela peregusna)
- nevertebrate (5): croitorul mare al stejarului (Cerambyx cerdo), Coenagrion ornatum, rădașcă (Lucanus cervus), croitorul cenușiu al stejarului (Morimus funereus), Unio crassus
- pești (4): Barbus cyclolepis, zvârluga (Cobitis taenia), boarță (Rhodeus amarus), dunăriță (Sabanejewia aurata)
- reptile (4): Elaphe sauromates, țestoasa de baltă (Emys orbicularis), Testudo graeca, țestoasă bănățeană (Testudo hermanni)

Pe lângă speciile protejate, pe teritoriul sitului au mai fost identificate 4 specii de amfibieni, 2 specii de pești, 8 specii de reptile.